# فراتر از قانون (فیلم ۲۰۱۷)
فراتر از قانون (فرانسوی: Tueurs‎) یک فیلم سینمایی محصول مشترک بلژیک و فرانسه در ژانر فیلم جنایی است که در سال ۲۰۱۷ منتشر شد.

## بازیگران
- لوبنا آزابال
- الیویه گورمه
- کوین یانسنس
- بولی لنر
- یوهان لیسن
- ناتاشا رنیه